# Xiahou Dun

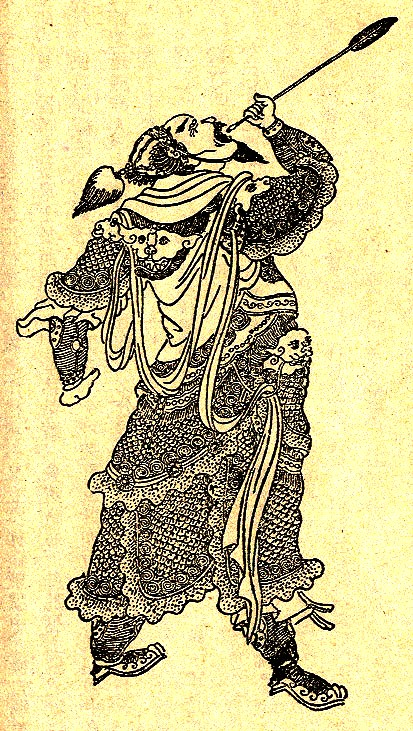
Ilustração de Xiahou Dun

Xiahou Dun (ca. 155 — 13 de junho de 220) foi um general chinês no final a dinastia Han.
Primo do senhor da guerra Cao Cao, a quem serviu desde a juventude, ele e seu irmão Xiahou Yuan foram uns dos primeiros oficiais a se unir a causa de Cao Cao, tornando-se mais tarde grandes aliados de Cao Cao, participando de diversas batalhas
Contam as lendas chinesas, que em uma delas contra o temido Lu Bu, um dos generais inimigos Cao Xing, acertou uma flecha em seu olho esquerdo, Xiahou Dun retirou a flecha com seu olho e o comeu para espanto de seus soldados, ele acreditava ser a essência de seu pai e por isso não devia ser desperdiçada, após comer seu olho ele atirou sua lança no rosto de Cao Xing o matando instantaneamente. 
Após a morte de Cao Cao em 220, Xiahou Dun morreu em seguida vítima de uma doença desconhecida.